# Burgin
Burgin – miasto w Stanach Zjednoczonych, w stanie Kentucky, w hrabstwie Mercer.